# Liste des hippodromes de Bretagne
La liste des hippodromes de Bretagne recense de manière exhaustive les 29 hippodromes situés dans la région française de Bretagne.

## Liste
| Hippodrome                                                       | Département     | Commune                                    | Adresse                  | Coordonnées                        | Illustration                                                     |
| ---------------------------------------------------------------- | --------------- | ------------------------------------------ | ------------------------ | ---------------------------------- | ---------------------------------------------------------------- |
| Hippodrome de l'Aublette                                         | Côtes-d'Armor   | Quévert                                    | Avenue de l'Aublette     | 48° 26′ 44″ nord, 2° 05′ 07″ ouest | Image manquante Téléverser                                       |
| Équipôle de Corlay                                               | Côtes-d'Armor   | Canihuel Le Haut-Corlay                    | Le Petit-Paris           | 48° 20′ 03″ nord, 3° 04′ 49″ ouest | Équipôle de Corlay                                               |
| Hippodrome marin de la Plage Saint-Sieu                          | Côtes-d'Armor   | Lancieux                                   | Boulevard de la Mer      | 48° 36′ 29″ nord, 2° 09′ 24″ ouest | Image manquante Téléverser                                       |
| Hippodrome de Calouët                                            | Côtes-d'Armor   | Loudéac                                    | Calouët                  | 48° 09′ 33″ nord, 2° 45′ 35″ ouest | Image manquante Téléverser                                       |
| Hippodrome marin de Saint-Efflam                                 | Côtes-d'Armor   | Plestin-les-Grèves                         | Saint-Efflam             | 48° 40′ 11″ nord, 3° 35′ 48″ ouest | Hippodrome marin de Saint-Efflam                                 |
| Hippodrome du Bel-Orme                                           | Côtes-d'Armor   | Ploumagoar Saint-Agathon                   | Avenue de l'Hippodrome   | 48° 32′ 52″ nord, 3° 05′ 45″ ouest | Image manquante Téléverser                                       |
| Hippodrome de Quenropers                                         | Côtes-d'Armor   | Rostrenen Saint-Lubin                      | Quenropers               | 48° 15′ 03″ nord, 3° 20′ 05″ ouest | Image manquante Téléverser                                       |
| Hippodrome de la Baie                                            | Côtes-d'Armor   | Yffiniac                                   | Les Villes-Tanets        | 48° 27′ 28″ nord, 2° 42′ 51″ ouest | Hippodrome de la Baie                                            |
| Hippodrome de Kerret                                             | Finistère       | Guerlesquin                                | La Tourelle              | 48° 30′ 28″ nord, 3° 35′ 03″ ouest | Image manquante Téléverser                                       |
| Hippodrome de Langolvas                                          | Finistère       | Morlaix                                    | Langolvoas               | 48° 34′ 57″ nord, 3° 47′ 51″ ouest | Image manquante Téléverser                                       |
| Hippodrome marin de la Baie du Kernic                            | Finistère       | Plouescat                                  | Rohou-Bras               | 48° 39′ 23″ nord, 4° 12′ 24″ ouest | Hippodrome marin de la Baie du Kernic                            |
| Équipôle du pays de Landivisiau (Hippodrome de Croas-al-Leuriou) | Finistère       | Plougourvest                               | Quillivant               | 48° 32′ 15″ nord, 4° 03′ 06″ ouest | Équipôle du pays de Landivisiau (Hippodrome de Croas-al-Leuriou) |
| Hippodrome de Penalan                                            | Finistère       | Plounévézel                                | Le Frostel               | 48° 18′ 52″ nord, 3° 35′ 15″ ouest | Image manquante Téléverser                                       |
| Hippodrome des Bruyères                                          | Ille-et-Vilaine | Les Brulais Maure-de-Bretagne              | Tréheu                   | 47° 53′ 28″ nord, 2° 01′ 21″ ouest | Image manquante Téléverser                                       |
| Hippodrome de la Belle Étoile                                    | Ille-et-Vilaine | Grand-Fougeray                             | Rue Bertrand-Du-Guesclin | 47° 43′ 22″ nord, 1° 43′ 00″ ouest | Image manquante Téléverser                                       |
| Hippodrome de Montboury                                          | Ille-et-Vilaine | La Guerche-de-Bretagne Rannée              | Montboury                | 47° 55′ 52″ nord, 1° 13′ 07″ ouest | Image manquante Téléverser                                       |
| Hippodrome de la Grande-Marche                                   | Ille-et-Vilaine | Javené                                     | La Grande-Marche         | 48° 19′ 44″ nord, 1° 11′ 46″ ouest | Hippodrome de la Grande-Marche                                   |
| Hippodrome de la Chaussée                                        | Ille-et-Vilaine | Le Pertre Saint-Cyr-le-Gravelais (Mayenne) | La Chaussée              | 48° 02′ 33″ nord, 1° 01′ 53″ ouest | Hippodrome de la Chaussée                                        |
| Hippodrome de Marville                                           | Ille-et-Vilaine | Saint-Malo                                 | Avenue de Marville       | 48° 38′ 34″ nord, 1° 59′ 55″ ouest | Image manquante Téléverser                                       |
| Hippodrome de la Rive                                            | Ille-et-Vilaine | Redon                                      | Les Grands-Prés          | 47° 38′ 47″ nord, 2° 06′ 18″ ouest | Hippodrome de la Rive                                            |
| Hippodrome Vitré-Saint-Étienne                                   | Ille-et-Vilaine | Vitré                                      | Chemin de la Ménardière  | 48° 06′ 37″ nord, 1° 11′ 40″ ouest | Hippodrome Vitré-Saint-Étienne                                   |
| Hippodrome de Pré-Naval                                          | Morbihan        | Glénac                                     | Pont du Pré-Naval        | 47° 44′ 52″ nord, 2° 07′ 08″ ouest | Hippodrome de Pré-Naval                                          |
| Hippodrome de la Hattaie                                         | Morbihan        | Guer                                       | Avenue de l'Hippodrome   | 47° 54′ 09″ nord, 2° 07′ 52″ ouest | Hippodrome de la Hattaie                                         |
| Hippodrome de Saint-Jean-des-Prés                                | Morbihan        | Guillac                                    | Saint-Jean-des-Prés      | 47° 56′ 27″ nord, 2° 32′ 14″ ouest | Hippodrome de Saint-Jean-des-Prés                                |
| Hippodrome des Vélizées                                          | Morbihan        | Mauron                                     | Allée de Newmarket       | 48° 05′ 29″ nord, 2° 17′ 07″ ouest | Hippodrome des Vélizées                                          |
| Hippodrome de Kernivinen                                         | Morbihan        | Noyal-Pontivy                              | Quistinidan              | 48° 03′ 18″ nord, 2° 55′ 39″ ouest | Hippodrome de Kernivinen                                         |
| Hippodrome de Malleville                                         | Morbihan        | Ploërmel                                   | Malleville               | 47° 55′ 27″ nord, 2° 22′ 54″ ouest | Hippodrome de Malleville                                         |
| Hippodrome du Resto                                              | Morbihan        | Questembert                                | Rue des Pins             | 47° 41′ 32″ nord, 2° 26′ 40″ ouest | Hippodrome du Resto                                              |
| Hippodrome de Cano                                               | Morbihan        | Séné                                       | Route de l'Hippodrome    | 47° 38′ 13″ nord, 2° 43′ 32″ ouest | Image manquante Téléverser                                       |

## Carte
| Aublette Baie Bel-Orme Calouët Corlay Plage Saint-Sieu Quenropers Saint-Efflam Baie du Kernic Croas-al-Leuriou Kerret Langolvas Penalan Belle Étoile Bruyères Chaussée Grande-Marche Marville Montboury Rive Vitré-Saint-Étienne Cano Hattaie Kernivinen Malleville Pré-Naval Resto Saint-Jean-des-Prés Vélizées |